# ヨハン・フリードリヒ・オーベルリーン

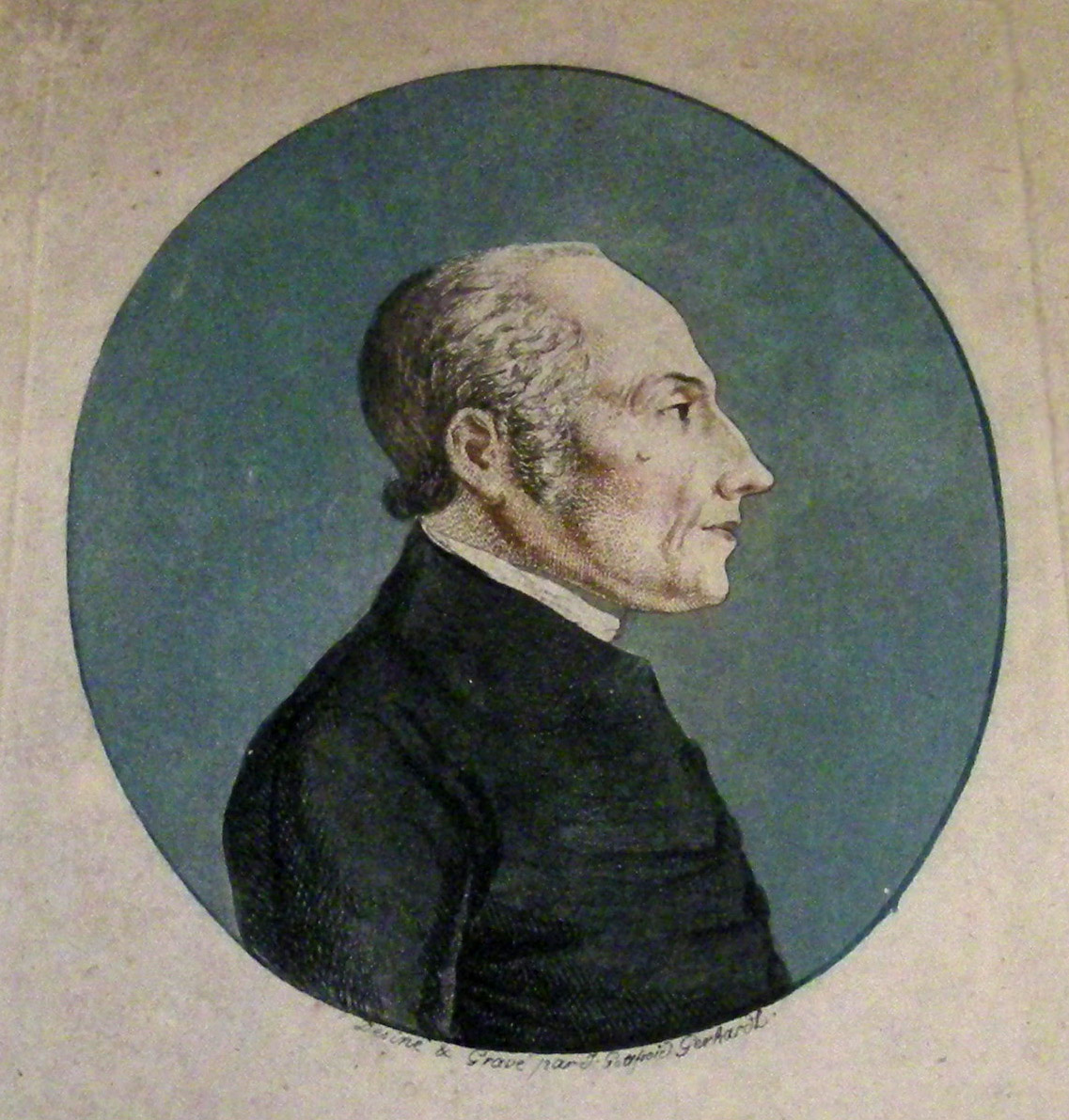
ヨハン・フリードリヒ・オベリン

ヨハン・フリードリヒ・オベリン（オーバーリンとも、ドイツ語: Johann Friedrich Oberlin [ˈoːbɐliːn]、フランス語: Jean-Frédéric Oberlin [ɔbɛrlɛ̃]、1740年8月31日ストラスブール - 1826年6月1日ヴァルダースバッハ）は、アルザス出身のドイツ系フランス人牧師、慈善家、社会活動家。 

## 生涯

### 農業開発と児童学校の創設
ルター派のギムナジウムの教師ヨハン・ゲオルク・オベリン（Johann Georg Oberlin 1701年-1770年）と、その妻マリア・マクダレーナ（Maria Magdalena 1718年-1787年）の子供としてストラスブールに生まれる。故郷の町で神学を学んだ彼は1763年に博士号を取得し、1766年にヴァルダースバッハ（fr:Waldersbach）の牧師となった。当時のヴァルダースバッハは低開発の谷間の土地であったが、オベリンはこの地の果樹栽培や農業生産を改善し、道路と橋梁を作り、友人のヨハン・ルーカス・レグラント（de:Johann Lukas Legrand）の援助を受けて工場会社を多数設立してこの地区の開発を進めた。
また彼の主導で児童学校が建てられ、彼の女中であったルイーゼ・シェップラー（de:Louise Scheppler）がその指導に当たった。オベリンの教育理念は「子供に対しては厳しすぎず、常に優しい好意を持って、しかし侮ることなしに（Erzieht eure Kinder ohne zuviel Strenge ... mit andauernder zarter Güte, jedoch ohne Spott.）」というものであった。彼は農業生産者のために協会を作り、近代的な農法の指導も行なった。彼の社会事業は女性の就業への道を切り拓くものでもあった。
オベリンがヴァルダースバッハにやってきたとき、5つの村に生活に困った80から100の家族が住んでいるだけだったが、19世紀の始めには3000人が生活できるようになっていた。オーベルリーンの出合った最も大きな試練は、1816年の飢饉（夏のない年）であった。オベリンは死去後、ウアバッハ（現・フデ/fr:Fouday）に埋葬された。

### レンツの滞在記録
1778年1月20日から2月8日にかけて、オベリンの元に統合失調症にかかっていた作家ヤーコプ・ミヒャエル・ラインホルト・レンツが滞在した。オベリンは彼の様子を詳細に手記に書きとめ、後にこの手記をもとにしてゲオルク・ビューヒナーが中編小説『レンツ』を執筆している。

## オーベルリーンにちなむ学校
1833年にアメリカのオハイオ州に、オベリンの名にちなんだオベリン大学が建てられ、町にも彼の名前が付けられた（英語では彼の名はジョン・フレデリック・オベリン John Frederic Oberlin [ˈoʊbəlɪn]と表記される）。東京の桜美林大学の名もこの大学に倣って付けられており、同校の英語名は「J. F. Oberlin University」と表記する。またバベルスベルクでは1871年よりオベリン協会が整形病院とその付属学校からなるオベリンハウスを運営している。ミュンヘンのパージング（de:Pasing）にはフリードリヒ･オベリン基金によって創設されたフリードリヒ・オベリン上級専門学校がある。